# Заяровка
Заяровка — хутор в Волоконовском районе Белгородской области России. В составе Тишанского сельского поселения.

## География
Хутор расположен в юго-восточной части Белгородской области близ границы с Украиной, на правом берегу реки Волчьей (бассейна Северского Донца), в 22 км по прямой к юго-западу от районного центра Волоконовки. Ближайшие населённые пункты: село Тишанка ниже по руслу Волчьей, хутор Шаховка на левом берегу Волчьей и хутор Бочанка выше по руслу Волчьей.

## Население
| 2002 | 2010 |
| ---- | ---- |
| 8    | ↘0   |